# Nucleus supraopticus
A nucleus supraopticus a hipotalamusz zona medialis részének regio anteriorjában található szürkeállomány mag. Sejtjei ADH-t (vazopresszin) termelnek, amit a tractus supraopticohypophysealis útján az agyalapi mirigy hátsó lebenyébe szállítanak, ahol szükség esetén a vérpályába ürülnek.